# Dangnan Hu
Dangnan Hu (kinesiska: 荡南湖) är en sjö i Kina. Den ligger i provinsen Jiangsu, i den östra delen av landet, omkring 100 kilometer söder om provinshuvudstaden Nanjing. Den sträcker sig 4,8 kilometer i nord-sydlig riktning, och 4,6 kilometer i öst-västlig riktning.
Genomsnittlig årsnederbörd är 1 538 millimeter. Den regnigaste månaden är juli, med i genomsnitt 254 mm nederbörd, och den torraste är december, med 48 mm nederbörd.